# Resolució 1264 del Consell de Seguretat de les Nacions Unides
La Resolució 1264 del Consell de Seguretat de les Nacions Unides fou adoptada per unanimitat el 15 de setembre de 1999.
Després de recordar les resolucions anteriors sobre Timor Oriental (Timor-Leste), el Consell va autoritzar l'establiment de la Força Internacional per a Timor Oriental (INTERFET) per restaurar la pau i la seguretat al territori, facilitar l'assistència humanitària i protegir la Missió de les Nacions Unides a Timor Oriental (UNAMET).
El Consell de Seguretat va acollir amb beneplàcit la bona conducta del Referèndum d'Autonomia Especial de Timor Oriental el 30 d'agost de 1999, en què el poble de Timor Oriental va votar a favor de la independència d'Indonèsia. Mentrestant, es va mostrar preocupat pel deteriorament de la situació de seguretat i la violència que havien desplaçat a molts residents. També es van produir atacs contra la UNAMET i altre personal humanitari internacional i nacional i això va afectar especialment als grups vulnerables. Va haver-hi informes de violacions generalitzades del dret internacional humanitari i de drets humans a Timor Oriental i Indonèsia va acceptar la presència d'una força internacional de les Nacions Unides a la regió.
Actuant amb el Capítol VII de la Carta de les Nacions Unides, el Consell va condemnar la violència a Timor Oriental, va demanar que els responsables fossin portats a la justícia i va subratllar la necessitat d'assistència humanitària il·limitada immediata a l'àrea. En aquest sentit, va autoritzar l'establiment d'una força multinacional dirigida per Austràlia sota un ordre conjunt amb la tasca de restablir la pau, protegir la missió de la UNAMET i ajudant en operacions humanitàries emprant totes les mesures necessàries. La força consistia en 8.000 persones de 17 països. El Govern d'Indonèsia, que tenia responsabilitat temporal per la seguretat de Timor Oriental, cooperaria amb la força multinacional o INTERFET.
La resolució va assenyalar que part de l'acord entre Indonèsia i Portugal sobre el futur de Timor Oriental va disposar una transferència pacífica i ordenada de l'autoritat a Timor Oriental a les Nacions Unides i es va demanar a INTERFET que donés suport al procés. La força multinacional estaria present a Timor Oriental durant quatre mesos, fins que va ser reemplaçada per una força de manteniment de la pau de les Nacions Unides i hauria de presentar informes periòdics sobre el seu progrés.
Finalment, es va demanar al Secretari General de les Nacions Unides que preparés una administració de transició de les Nacions Unides a Timor Oriental que inclouria una operació de manteniment de la pau durant la fase d'implementació següent al referèndum.